# Heliothela nigralbata
Heliothela nigralbata is een vlinder uit de familie van de grasmotten (Crambidae), uit de onderfamilie van de Heliothelinae. De wetenschappelijke naam van deze soort is voor het eerst gepubliceerd in 1889 door John Henry Leech.
De soort komt voor in China (Zhejiang).